# Subdivisões do Malawi
O Malawi está dividido em 3 regiões e estas em 28 distritos:

## Regiões
As regiões do Malawi são:
- Região Central (em amarelo) -

População: 4,814,321 (2003)
Área: 35,592 km²
Capital: Lilongwe
- Região Norte (em vermelho)

População: 1,389,475 (2003)
Área: 26,931 km²
Capital:Mzuzu
- Região Sul (em verde)

População: 5,345,045 (2003)
Área:31,753 km²
Capital: Blantyre.

## Distritos
- Região Central
  - 1 - Dedza
  - 2 - Dowa
  - 3 - Kasungu
  - 4 - Lilongwe
  - 5 - Mchinji
  - 6 - Nkhotakota
  - 7 - Ntcheu
  - 8 - Ntchisi
  - 9 - Salima
- Região Norte
  - 10 - Chitipa
  - 11 - Karonga
  - 12 - Likoma
  - 13 - Mzimba
  - 14 - Nkhata Bay
  - 15 - Rumphi
- Região Sul
  - 16 - Balaka
  - 17 - Blantyre
  - 18 - Chikwawa
  - 19 - Chiradzulu
  - 20 - Machinga
  - 21 - Mangochi
  - 22 - Mulanje
  - 23 - Mwanza
  - 24 - Nsanje
  - 25 - Thyolo
  - 26 - Phalombe
  - 27 - Zomba
  - 28 - Neno